# Dinoplax fossus
Dinoplax fossus är en blötdjursart som beskrevs av William Henry Sykes 1899. Dinoplax fossus ingår i släktet Dinoplax och familjen Ischnochitonidae. Inga underarter finns listade i Catalogue of Life.